# Lotus E22
La Lotus E22 è una vettura da Formula 1 realizzata dal Lotus F1 Team per partecipare al campionato mondiale di Formula 1 2014.

## Livrea e sponsor
La vettura presenta la stessa livrea della stagione precedente, nero e oro con inserti rossi.
Sul piano degli sponsor, l'ingaggio di Maldonado comportò l'appoggio del gruppo petrolifero venezuelano PDVSA, con la conseguente scomparsa del marchio Total.

## Piloti
| Piloti ufficiali     | Piloti ufficiali | Piloti ufficiali |
| Nazione              | Nome             | Numero           |
| -------------------- | ---------------- | ---------------- |
| Francia (bandiera)   | Romain Grosjean  | 8                |
| Venezuela (bandiera) | Pastor Maldonado | 13               |
| Collaudatori         |                  |                  |
| Nazione              | Nome             | Nome             |
| Francia (bandiera)   | Charles Pic      | Charles Pic      |
| Francia (bandiera)   | Esteban Ocon     | Esteban Ocon     |

## Stagione

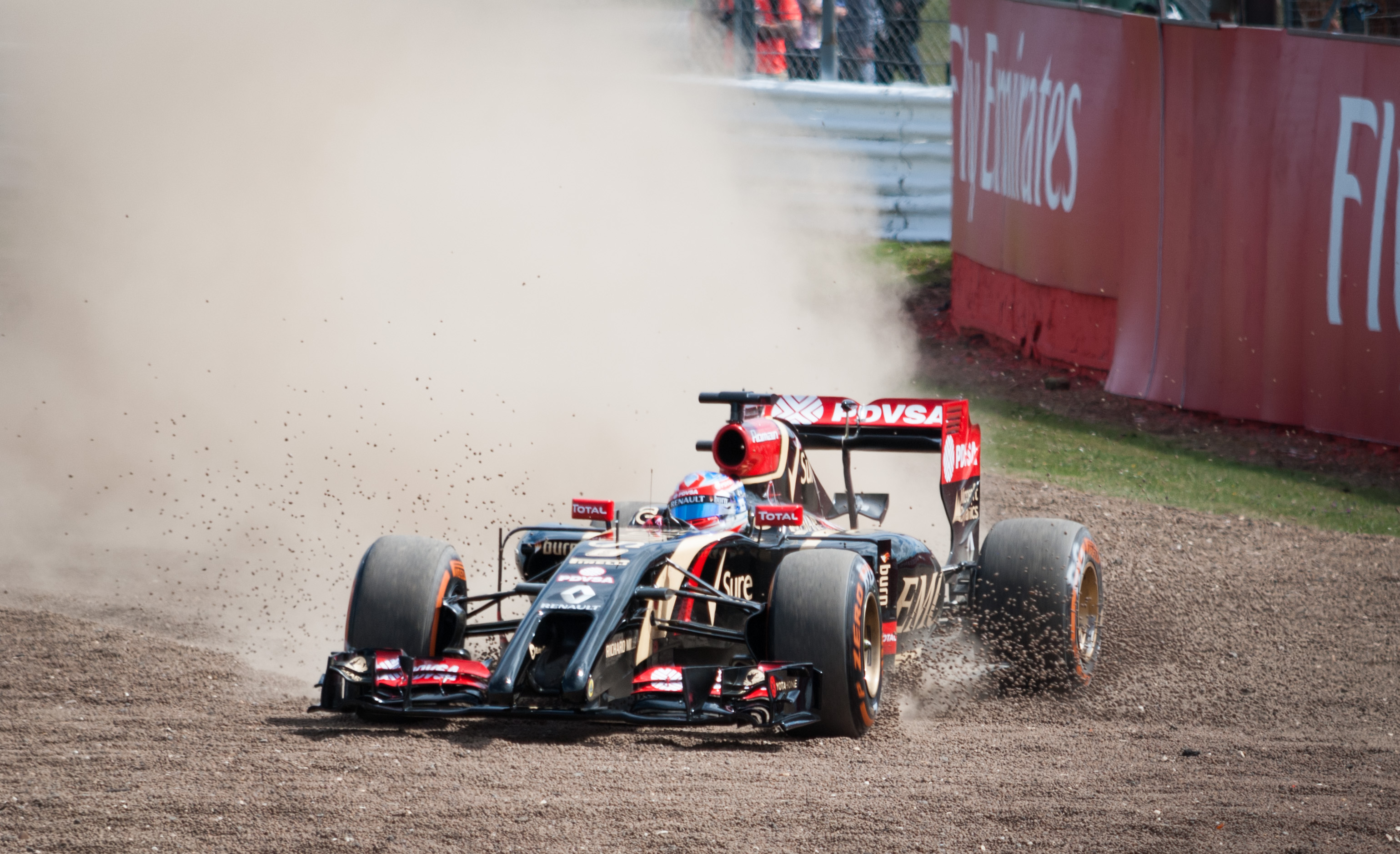
Grosjean fuori pista a Silverstone.

La E22 fu  presentata il 24 gennaio 2014 tramite i social network della scuderia. Caratterizzata da un inedito musetto sdoppiato, fu l'ultima vettura 2014 a scendere in pista, saltando la prima delle tre sessioni di test invernali previste.
I test furono estremamente problematici, anche a causa dell'iniziale scarsa affidabilità e potenza dell'unità propulsiva Renault. La vettura arrivò a Melbourne, sede del Gran Premio d'apertura della stagione, con pochissimi chilometri alle spalle, fattore che compromise significativamente le prestazioni. In qualifica Grosjean rientrò per appena due decimi nel limite del 107%, mentre Maldonado non riuscì a fare segnare tempi cronometrati, venendo comunque ammesso alla partenza. In gara entrambi i piloti si ritirarono per problemi tecnici.
Nelle gare successive si registrarono dei lievi miglioramenti: in Malesia Grosjean riuscì a completare la gara, seppur undicesimo, mentre in Bahrein entrambi i piloti videro il traguardo, anche se fuori dalla zona punti. Nel Gran Premio di Cina Grosjean riuscì per la prima volta a qualificarsi tra i primi dieci, venendo però tradito dal cambio.
I primi punti della stagione arrivarono nel Gran Premio di Spagna, nel quale Grosjean giunse ottavo dopo essere scattato dalla quinta posizione in griglia. Il pilota franco-svizzero ripeté il risultato nel Gran Premio di Monaco, ma nelle gare successive né lui né Maldonado riuscirono a cogliere altri piazzamenti a punti, risultando spesso vittime di guasti.
Il successivo piazzamento a punti si fece attendere fino al Gran Premio degli Stati Uniti, quando, dopo un test sull'ala anteriore, Maldonado chiuse in nona posizione nonostante una penalità per eccesso di velocità nella corsia dei box.
Nelle ultime due gare né Maldonado né Grosjean fecero segnare altri piazzamenti a punti. La Lotus chiuse la stagione all'ottavo posto nella classifica generale, con appena 10 punti contro i 315 della stagione precedente.

## Risultati
| Anno | Team          | Motore                 | Gomme | Piloti    |     |     |    |     |    |    |     |    |    |     |     |     |    |    |    |    |    |    |     | Punti | Pos. |
| ---- | ------------- | ---------------------- | ----- | --------- | --- | --- | -- | --- | -- | -- | --- | -- | -- | --- | --- | --- | -- | -- | -- | -- | -- | -- | --- | ----- | ---- |
| 2014 | Lotus F1 Team | Renault Energy F1-2014 | P     | Grosjean  | Rit | 11  | 12 | Rit | 8  | 8  | Rit | 14 | 12 | Rit | Rit | Rit | 16 | 13 | 15 | 17 | 11 | 17 | 13  | 10    | 8º   |
| 2014 | Lotus F1 Team | Renault Energy F1-2014 | P     | Maldonado | Rit | Rit | 14 | 14  | 15 | NP | Rit | 12 | 17 | 12  | 13  | Rit | 14 | 12 | 16 | 18 | 9  | 12 | Rit | 10    | 8º   |
| 2014 | Lotus F1 Team | Renault Energy F1-2014 | P     | Pic       |     |     |    |     |    |    |     |    |    |     |     |     | SP |    |    |    |    |    |     | 10    | 8º   |
| 2014 | Lotus F1 Team | Renault Energy F1-2014 | P     | Ocon      |     |     |    |     |    |    |     |    |    |     |     |     |    |    |    |    |    |    | SP  | 10    | 8º   |

| Legenda | 1º posto     | 2º posto | 3º posto    | A punti         | Senza punti/Non class.  | Grassetto – Pole position Corsivo – Giro più veloce |
| Legenda | Squalificato | Ritirato | Non partito | Non qualificato | Solo prove/Terzo pilota | Grassetto – Pole position Corsivo – Giro più veloce |